# Epigonichthys lucayanus
Epigonichthys lucayanus är en ryggsträngsdjursart som först beskrevs av Andrews 1893.  Epigonichthys lucayanus ingår i släktet Epigonichthys och familjen Branchiostomatidae. Inga underarter finns listade i Catalogue of Life.